# Ваинфелдар мар
Ваинфелдер мар или Тотенмар налази се око 2 km југоисточно од града Дауна у планинама Ајфел, у немачкој држави Рајна-Палатинат.
Мар је настао пре око 10.500 година фреатском ерупцијом. Дугачак је око 525 m, широк 375 m и дубок 51 m. Има површину од око 16,8 ha. Лежи на висини од 483,5 m надморске висине. Насип који окружује језеро (мар) начињен је од туфа и виши је на западу и југу него на северу и истоку. Дуж правца пружања овог насипа су Мојзеберг (561,2 m) и Маркројц (534,5 m). Регион језера је сада резерват природе и купање у језеру је забрањено.